# Nathalie Tauziat
Nathalie Tauziat (Bangui, 1967. október 17. –) francia teniszezőnő. 1985-ben kezdte profi pályafutását, nyolc egyéni és huszonöt páros WTA-tornát nyert. Legjobb egyéni világranglista-helyezése harmadik volt, ezt 2000 májusában érte el.

## Eredményei Grand Slam-tornákon

### Egyéniben
| Torna           | 1984   | 1985   | 1986   | 1987   | 1988   | 1989   | 1990   | 1991   | 1992   | 1993   | 1994   | 1995   | 1996   | 1997   | 1998   | 1999   | 2000   | 2001   |
| --------------- | ------ | ------ | ------ | ------ | ------ | ------ | ------ | ------ | ------ | ------ | ------ | ------ | ------ | ------ | ------ | ------ | ------ | ------ |
| Australian Open | -      | -      | -      | -      | -      | -      | -      | -      | -      | 4. kör | 1. kör | -      | -      | -      | -      | -      | 2. kör | -      |
| Roland Garros   | 1. kör | 3. kör | 2. kör | 4. kör | 4. kör | 1. kör | 4. kör | 1/4D   | 4. kör | 3. kör | 2. kör | 3. kör | 2. kör | 3. kör | 1. kör | 2. kör | 3. kör | 1. kör |
| Wimbledon       | -      | -      | 2. kör | 2. kör | 2. kör | 1. kör | 4. kör | 4. kör | 1/4D   | 4. kör | 3. kör | 3. kör | 3. kör | 1/4D   | D      | 1/4D   | 1. kör | 1/4D   |
| US Open         | -      | -      | 1. kör | 2. kör | 2. kör | 3. kör | 4. kör | 1. kör | 2. kör | 4. kör | 2. kör | 3. kör | 2. kör | 1. kör | 4. kör | 3. kör | 1/4D   | 4. kör |